# Carib Beer Cup 2004/05
Der Carib Beer Cup 2004/05 war die 39. Saison des nationalen First-Class-Cricket-Wettbewerbes in den West Indies und wurde vom 7. Januar bis zum 22. März 2005 ausgetragen. Gewinner des Wettbewerbes war Jamaika.

## Format
Die sechs Mannschaften spielten in einer Gruppe gegen jedes andere Team jeweils zwei Mal. Für einen Sieg gibt es 12 Punkte, für eine Niederlage nach Führung nach dem ersten Innings vier Punkte, für einen Sieg nach dem ersten Innings bei einem Remis 6 Punkte, für eine Niederlage  nach dem ersten Innings bei einem Remis 6 Punkte, für eine Absage oder keine Entscheidung im ersten Innings 4 Punkte. Der Tabellenführende nach der Gruppenphase ist der Gewinner des Wettbewerbes. Die beiden Erstplatzierten der Gruppe spielten im Finale den Gewinner des Wettbewerbes aus.

## Resultate

### Gruppenphase
Tabelle
Am Ende der Saison nahm die Tabelle die folgende Gestalt an.
| Team                | Sp. | S | N | R | LWF | DWF | DLF | ND | A | Ded | Punkte |
| ------------------- | --- | - | - | - | --- | --- | --- | -- | - | --- | ------ |
| Jamaika             | 10  | 7 | 0 | 0 | 1   | 0   | 1   | 1  | 0 | 0   | 95     |
| Leeward Islands     | 10  | 3 | 2 | 0 | 0   | 2   | 2   | 1  | 0 | 0   | 58     |
| Trinidad und Tobago | 10  | 3 | 3 | 0 | 1   | 1   | 0   | 2  | 0 | 0   | 54     |
| Guyana              | 10  | 2 | 1 | 0 | 0   | 2   | 3   | 2  | 0 | 0   | 53     |
| Windward Islands    | 10  | 2 | 4 | 0 | 1   | 2   | 0   | 0  | 1 | 0   | 44     |
| Barbados            | 10  | 2 | 5 | 0 | 1   | 0   | 1   | 0  | 1 | 0   | 35     |

Sieg: 12 Punkte; Remis: 4 Punkte

## Finale
| 18. – 22. März Scorecard | St Elisabeth | Leeward Islands 180 (62.3) & 442 (171.1) | – | Jamaika 372 (116.3) & 252-2 (58.2) |
|                          |              | Jamaika gewinnt mit 8 Wickets            |   |                                    |